# Plavecké Podhradie
Plavecké Podhradie je naseljeno mjesto u okrugu Malacky u Bratislavskom kraju u Slovačkoj.

## Stanovništvo
| Godina:     | 1993. | 2003. | 2013.   | 2023.   |
| ----------- | ----- | ----- | ------- | ------- |
| Broj ljudi: | 696   | 696   | 674     | 719     |
| Razlika:    |       | +0 %  | -3,16 % | +6,67 % |

| Godina:     | 2022. | 2023.   |
| ----------- | ----- | ------- |
| Broj ljudi: | 722   | 719     |
| Razlika:    |       | -0,41 % |

Prema podatcima o broju stanovnika iz 2023. godine naselje je imalo 719 stanovnika.

## Vanjske poveznice
|  | Zajednički poslužitelj ima još gradiva o temi Plavecké Podhradie |

- Službena stranica naselja (sl.)